# Volvo FE
Volvo FE — сімейство вантажних автомобілів виробництва Volvo Trucks, яке включає двовісні і тривісні моделі з дозволеною повною масою від 18,0 до 26,0 т.

## Перше покоління

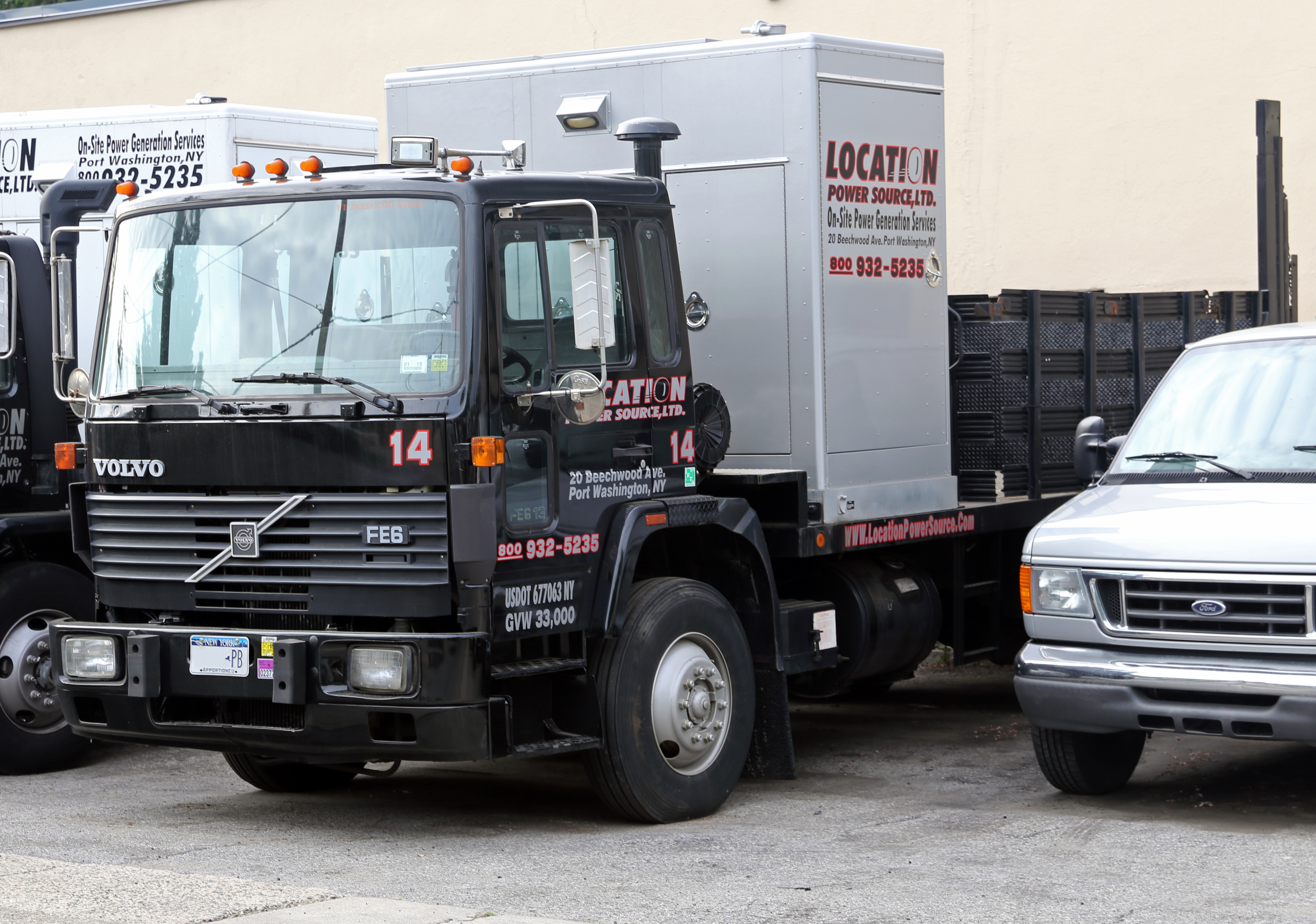
Volvo FE6

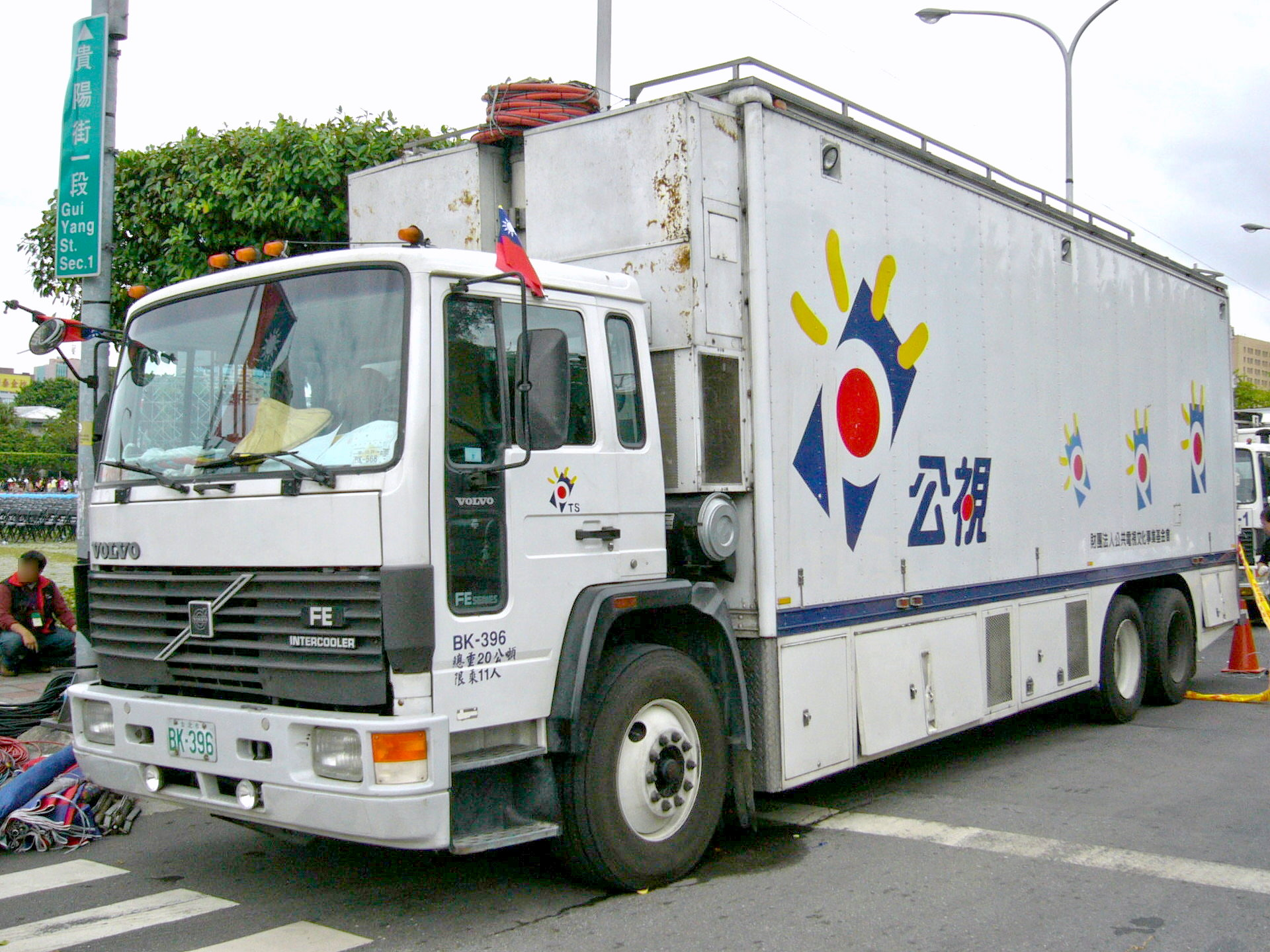
Volvo FE42

В Сполучених Штатах Америки найпопулярнішими були версії FL6 та FL7 у так званому «економному виконанні» (англ. Economy), у яких застосовувались більш дешеві американські комплектуючі, включаючи двигуни Cummins, Caterpillar і Detroit Diesel. Моделі отримали модифіковані позначення FE6 та FE7 і були спеціально розроблені для складання і постачання на ринок США.
У 1990 році на зміну цим моделям прийшли вантажівки FE42 та FE46 повною масою 13,6-29,0 тонн з модернізованою кабіною і оснащенням. Позначення розшифровується як «кабіна перед двигуном (керування попереду), економний варіант» (англ. Forward Control, Economy). «42» означає колісну формулу 4х2, а «46» — 6x4. Тягач отримав позначення FE42T.
Автомобілі отримали 7,0-літровий дизель Volvo потужністю 187-263 к.с., різні механічні та автоматичні коробки передач.

## Друге покоління

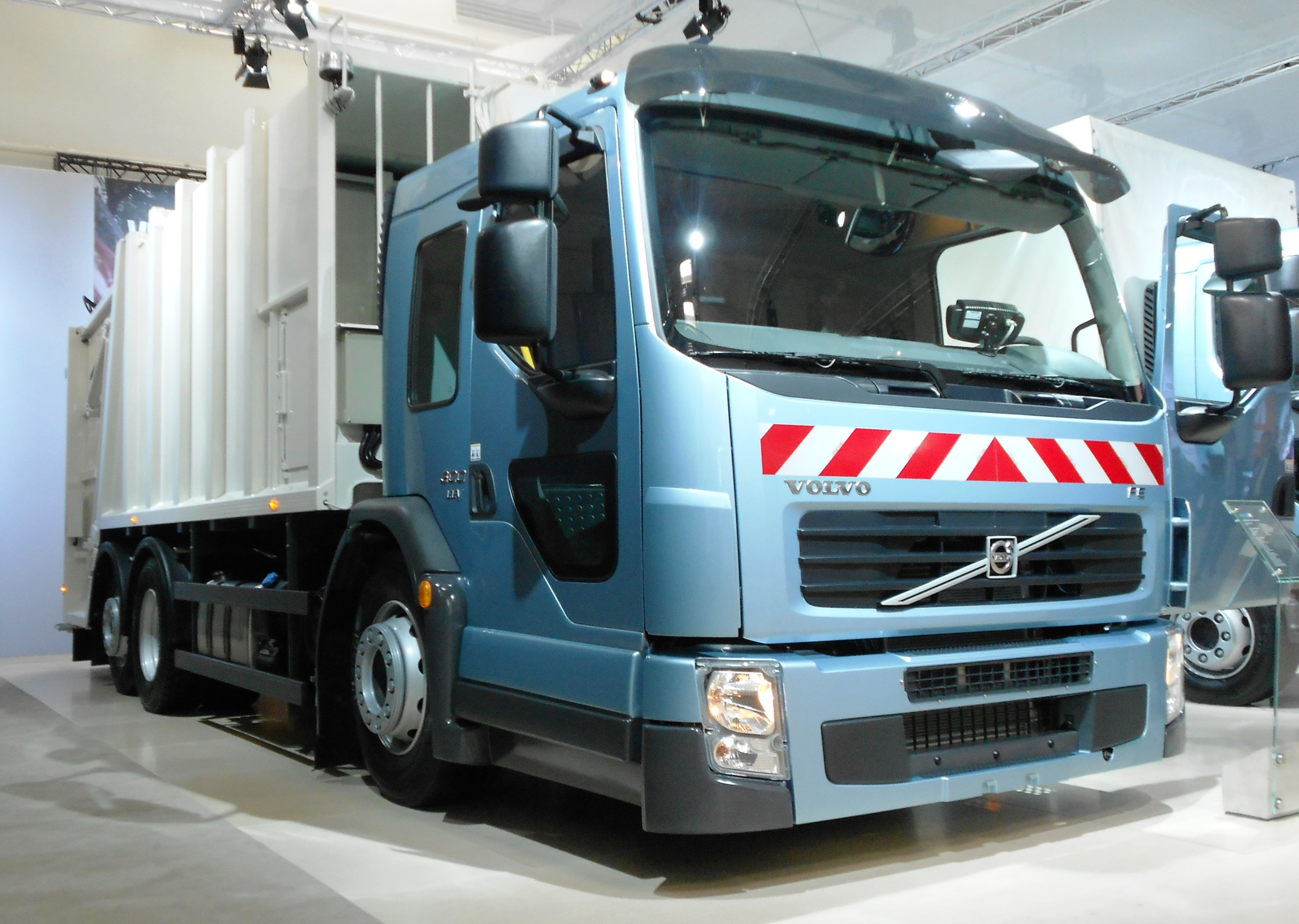
Смітєтвоз Volvo FE LEC

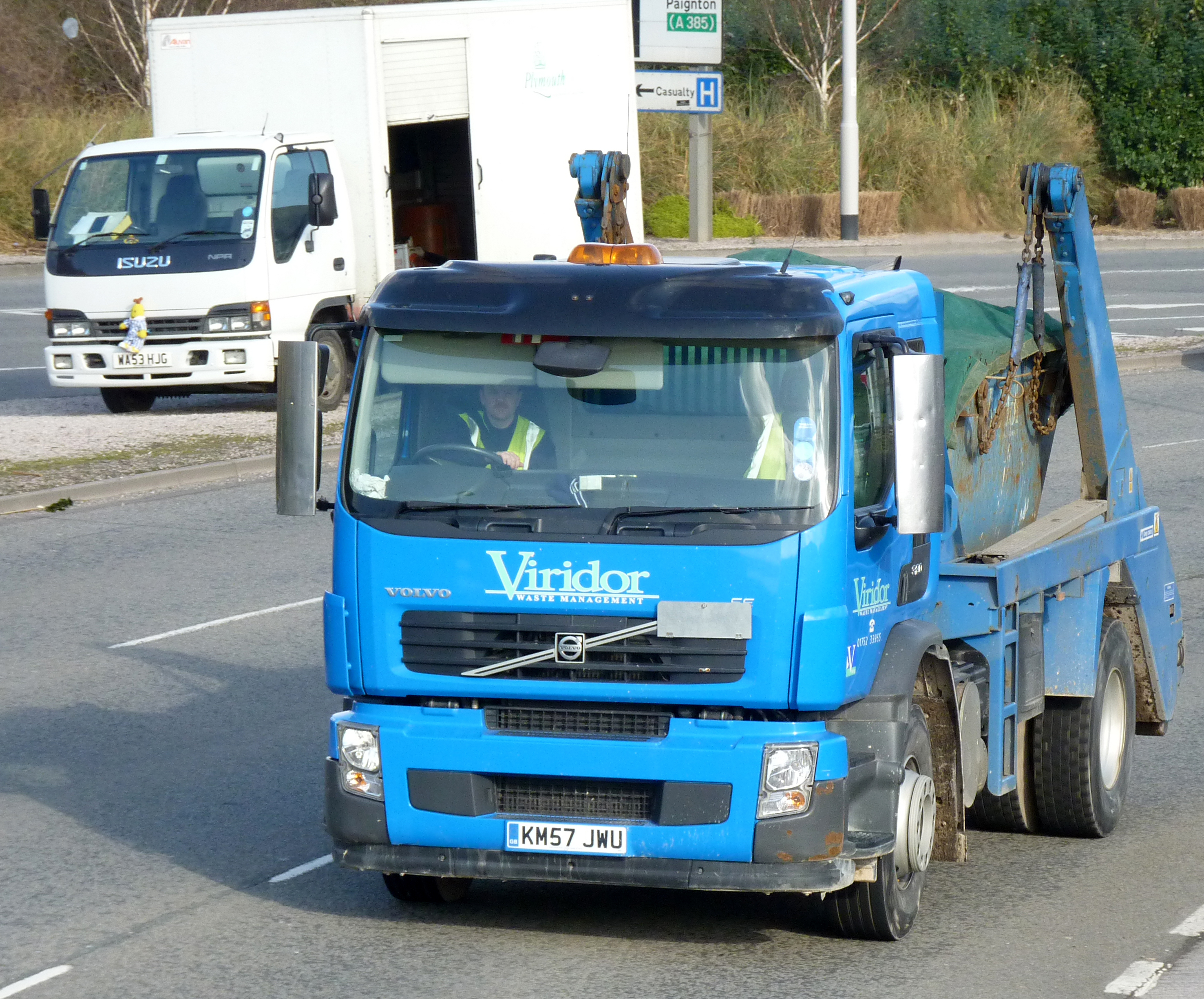
Volvo FE ІІ (2006-2013)

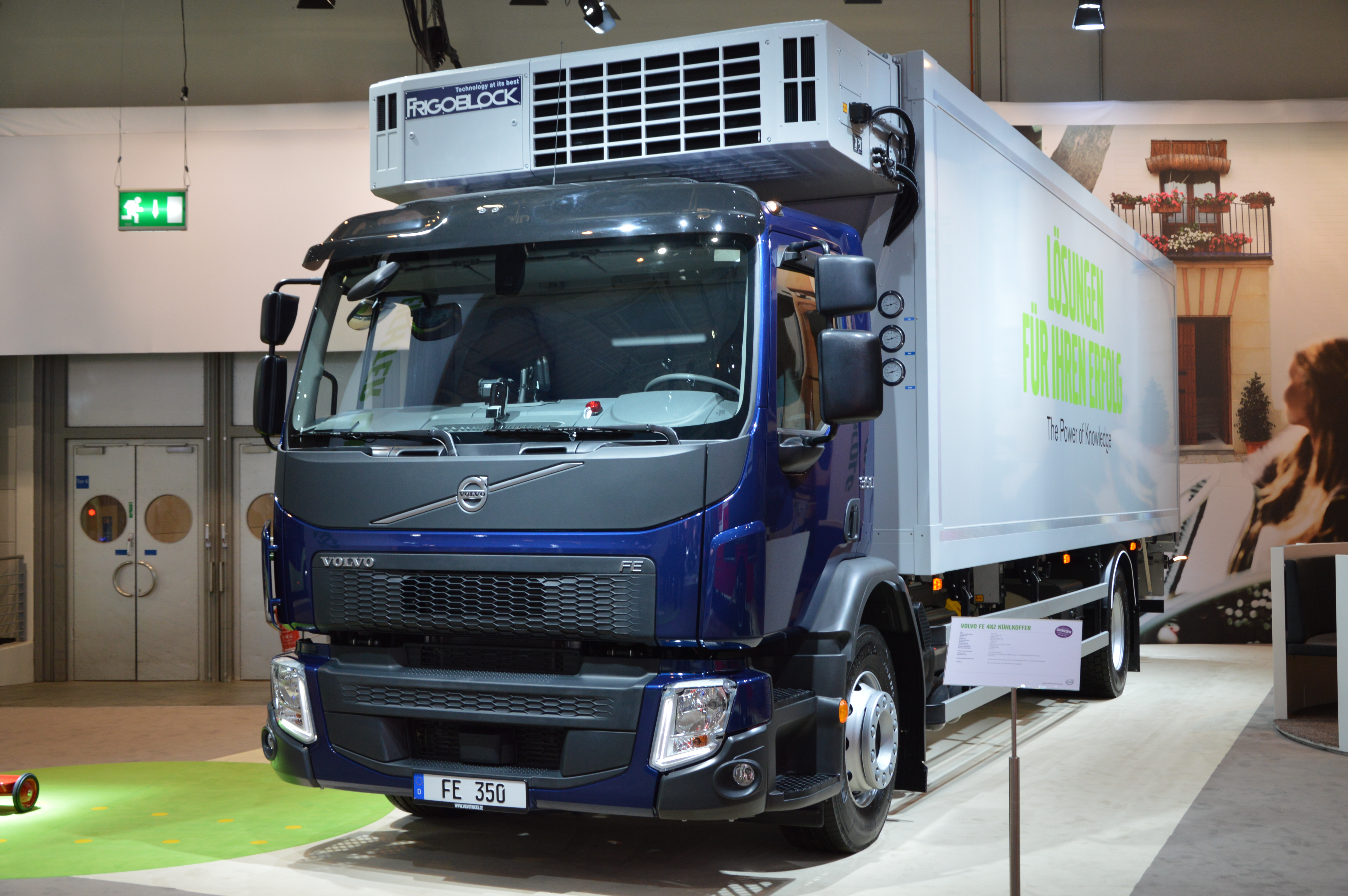
Volvo FE ІІ (з 2013)

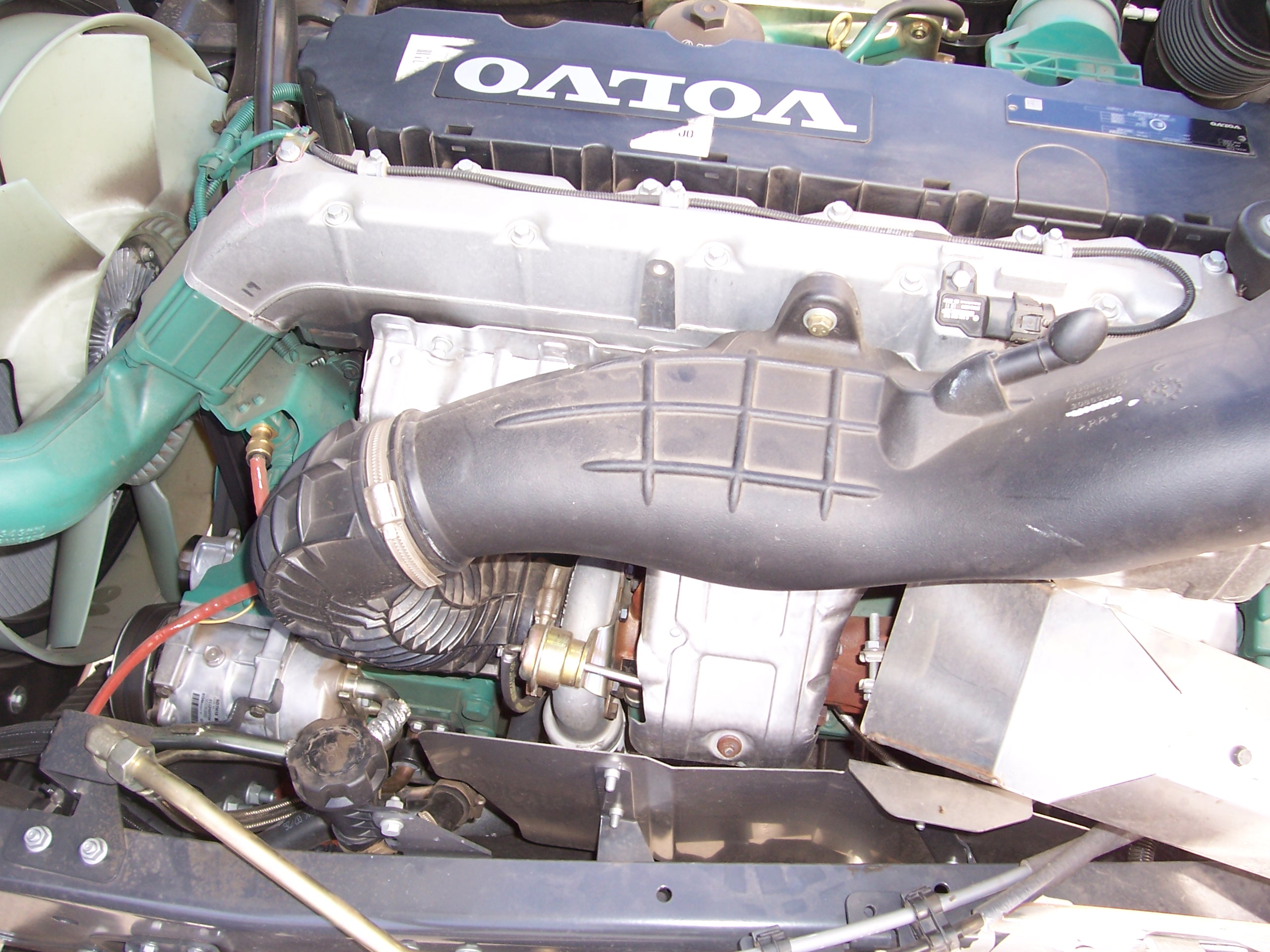
Двигун D7E

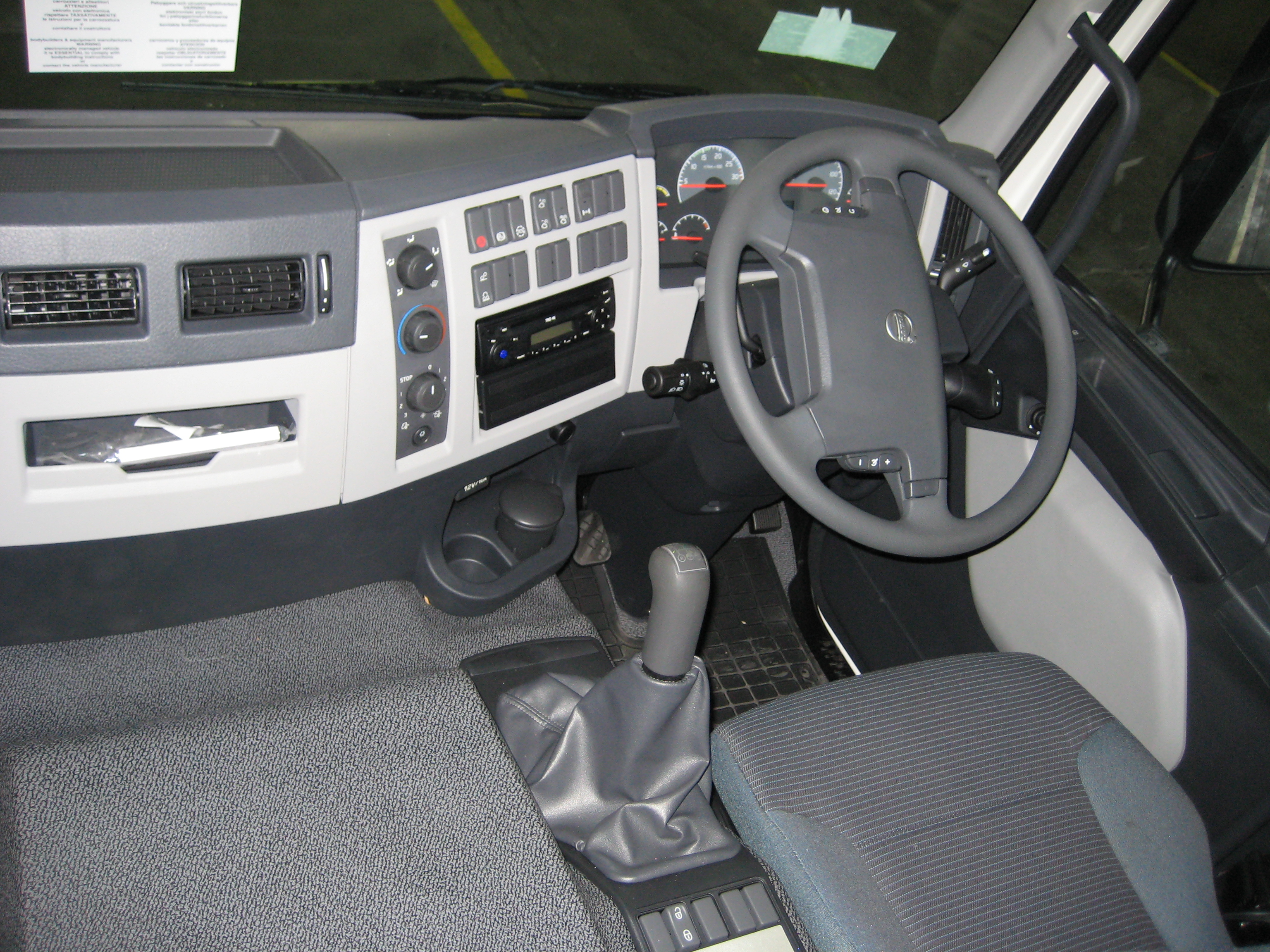

Нове сімейство Volvo FE з кабіною Renault Premium, представлене в 2006 році, заповнюючи таким чином нішу між моделями FL і FM. Гамма FE містить базові моделі: сідловий тягач з колісною формулою 4х2 і повною масою 18,0-19,0 т, вантажний автомобіль (4х2) тієї ж повної маси, тривісна вантажівка з одним проводним мостом (6х2) повною масою 22,0-26,0 т і з двома задніми провідними мостами (6х4) і повною масою 26,0 т.
Автомобілі постачають кабінами трьох типів: денний, підвищеної комфортності зі спальним місцем і спальної кабіною, оптимально пристосованої для далеких рейсів. Застосовуваний на вантажівках 7-літровий дизель D7Е виробництва Deutz пропонується в трьох виконаннях за потужністю: 240, 280 і 320 к.с. Значення максимального крутного моменту при цьому рівні 920, 1050 і 1200 Нм при 1200 об/хв 700 об/хв відповідно. З двигуном у парі працюють 6- і 9-ступінчасті механічні коробки передач або 6-ступінчаста автоматична трансмісія. Дисковими гальмами з електронним розподілом гальмівних сил EBS укомплектовані всі колеса. Система підтримки курсової стійкості входить в список додаткового устаткування, що встановлюється за окрему плату. В залежності від виконання вантажівки комплектують пневматичною підвіскою або підвіскою на листових ресорах.
Пропонується кілька спеціально підготовлених варіантів автомобілів, зокрема 18-тонна двохосьова вантажівка-сміттєвоз з короткою колісною базою і важчий 26-тонний сміттєвоз. Для роботи на будмайданчиках і маршрутах руху зі складними ділянками шляху розроблений тривісний самоскид з повною масою 26,0 т і двома задніми провідними мостами. Самоскид оснащують 280 - або 320-сильним силовим агрегатом, що працює разом з 9-ступінчастою коробкою передач.
Підвіска - ресорна, причому встановлюють як малолистових параболічні ресори, так і багатолистові, краще пристосовані до складних умов експлуатації. Як правило, моделі з ресорної підвіскою постачають барабанними гальмами.